# Eriopyga dotata
Eriopyga dotata är en fjärilsart som beskrevs av Druce. Eriopyga dotata ingår i släktet Eriopyga och familjen nattflyn. Inga underarter finns listade i Catalogue of Life.